# Caden Clark
Caden Christopher Clark (* 27. Mai 2003 in Medina, Minnesota) ist ein US-amerikanischer Fußballspieler, der seit August 2024 bei CF Montreal unter Vertrag steht.

## Karriere

### Im Verein
Als Jugendspieler spielte Clark für Minnesota Thunder und die Jugendakademie des FC Barcelona in den Vereinigten Staaten. Im Februar 2020 wurde Clark vom USL-Championship-Klub New York Red Bulls II unter Vertrag genommen. Er gab sein Ligadebüt für den Verein am 17. Juli 2020 gegen Hartford Athletic und erzielte sein erstes Tor am 29. August 2020 gegen Loudoun United FC.
Am 10. Oktober 2020 erwarben die New York Red Bulls die MLS-Rechte von Minnesota United im Austausch für 75.000 US-Dollar an Allokationsgeldern, und Clark begann mit der A-Mannschaft der New York Red Bulls zu trainieren. Er gab sein Debüt für New York Red Bulls am 10. Oktober 2020 und erzielte gegen Atlanta United den entscheidenden Treffer zum 1:0-Sieg für den Verein. Bei seinem zweiten Auftritt für die Roten Bullen erzielte er ein Tor von außerhalb des Strafraums. Das Tor fiel kurz nachdem er in der zweiten Halbzeit als Einwechselspieler ins Spiel gekommen war und sicherte am 14. Oktober 2020 einen Punkt für die Red Bulls gegen Toronto FC. Im Juni 2021 nahm ihn RB Leipzig bis zum 30. Juni 2024 unter Vertrag. Der 18-Jährige verblieb jedoch für die restliche Saison 2021 auf Leihbasis in den USA und kam in seinem zweiten Profijahr auf 25 MLS-Einsätze, in denen er 4 Tore erzielte.
Anfang Januar 2022 reiste Clark nicht wie geplant nach Leipzig, um den Wechsel zu vollziehen und nach der Winterpause mit der Mannschaft in das Training einzusteigen. Stattdessen wurde die Leihe für die Saison 2022 und sein Vertrag bei RB Leipzig bis zum 30. Juni 2025 verlängert. Das Leihgeschäft konnte von den New York Red Bulls anschließend per Option erneut verlängert werden. Clark spielte 16-mal in der MLS, stand jedoch nur 3-mal in der Startelf und erzielte ein Tor. Zudem kam er auf 5 Einsätze (ein Tor) im Farmteam in der USL Championship.
Auch im Januar 2023 reiste Clark zunächst nicht nach Leipzig, sondern verblieb in seiner Heimat und absolvierte mit der U20-Nationalmannschaft ein Trainingslager in Bradenton, Florida. Nachdem dieses beendet war, wurde er Anfang Februar 2023 bei den Leipzigern in den Kader integriert. Der Cheftrainer Marco Rose äußerte: „Caden kommt erst einmal hier zu uns nach Leipzig. Wir nehmen ihn jetzt mit dazu. Ich glaube, dass er etwas Zeit braucht, er war länger verletzt, hatte Rückenprobleme. Er ist ein junger, talentierter Spieler, den wir weiterentwickeln wollen. Aktuell haben wir das Gefühl, dass er das hier bei uns im Training am besten machen kann. Ich wäre aber sehr vorsichtig mit möglichen Kaderzugehörigkeiten oder Einsätzen. Er kommt aus einer längeren Verletzung und hat keinen Rhythmus.“ Bis zum Ende der Saison 2022/23 saß Clark bei 5 Bundesligaspielen auf der Bank, wurde jedoch nicht eingewechselt. Im DFB-Pokal, den RB Leipzig gewann, war er im Viertelfinale ohne Einsatz Teil des Spieltagskaders.
Zum Beginn der Saison 2023/24 schaffte es Clark an den ersten beiden Spieltagen nicht in den Kader. Daraufhin wechselte er Anfang September 2023 am letzten Tag der Transferperiode bis zum 31. Dezember 2023 auf Leihbasis zum dänischen Zweitligisten Vendsyssel FF. Wenige Tage später gab der Verein zudem bekannt, dass Clark am 1. Januar 2024 nicht mehr zurückkehren, sondern wieder in die MLS zu Minnesota United wechseln werde. Bei den Dänen absolvierte er lediglich 2 Spiele als Einwechselspieler.
In Minnesota gehörte er mit zum Stammkader und wurde in fast jedem Spiel auch eingesetzt. wenngleich er auch oftmals er kurz vor Schluss reinkam, war seine durchschnittliche Einsatzzeit gut 41 Minuten. Im Mai 2024 absolvierte er zudem auch noch eine Halbzeit für die zweite Mannschaft. Bereits im August des Jahres übernahm ihn dann das kanadische Franchise CF Montreal für eine Ablöse von 47.000 €. Zusätzlich bekam Minnesota noch den Zweitrunden Pick im MLS SuperDraft 2025. Je nach Leistung könnte sich die Ablöse noch einmal auf bis zu 100.000 US-Dollar steigern. Bei Montreal beendete er dann mit weiteren Einsätzen die Saison und spielte auch in den Playoffs mit.

### In der Nationalmannschaft
Seit November 2021 ist Clark in der US-amerikanischen U20-Nationalmannschaft aktiv. Mit ihr nahm er 2022 an der CONCACAF U-20-Meisterschaft teil, bei der er in 7 Spielen ein Tor erzielte und mit der Mannschaft den Titel gewann.

## Titel
- DFB-Pokal-Sieger: 2023 (ohne Einsatz)
- DFL-Supercup-Sieger: 2023 (ohne Einsatz)
- CONCACAF-U20-Meister: 2022